# Anthrenus margarethae
Anthrenus margarethae is een keversoort uit de familie spektorren (Dermestidae). De wetenschappelijke naam van de soort werd in 2006 gepubliceerd door Háva & Kadej.